# Markranstädt
Markranstädt ist eine Kleinstadt im Landkreis Leipzig in Sachsen.

## Geografie

### Lage

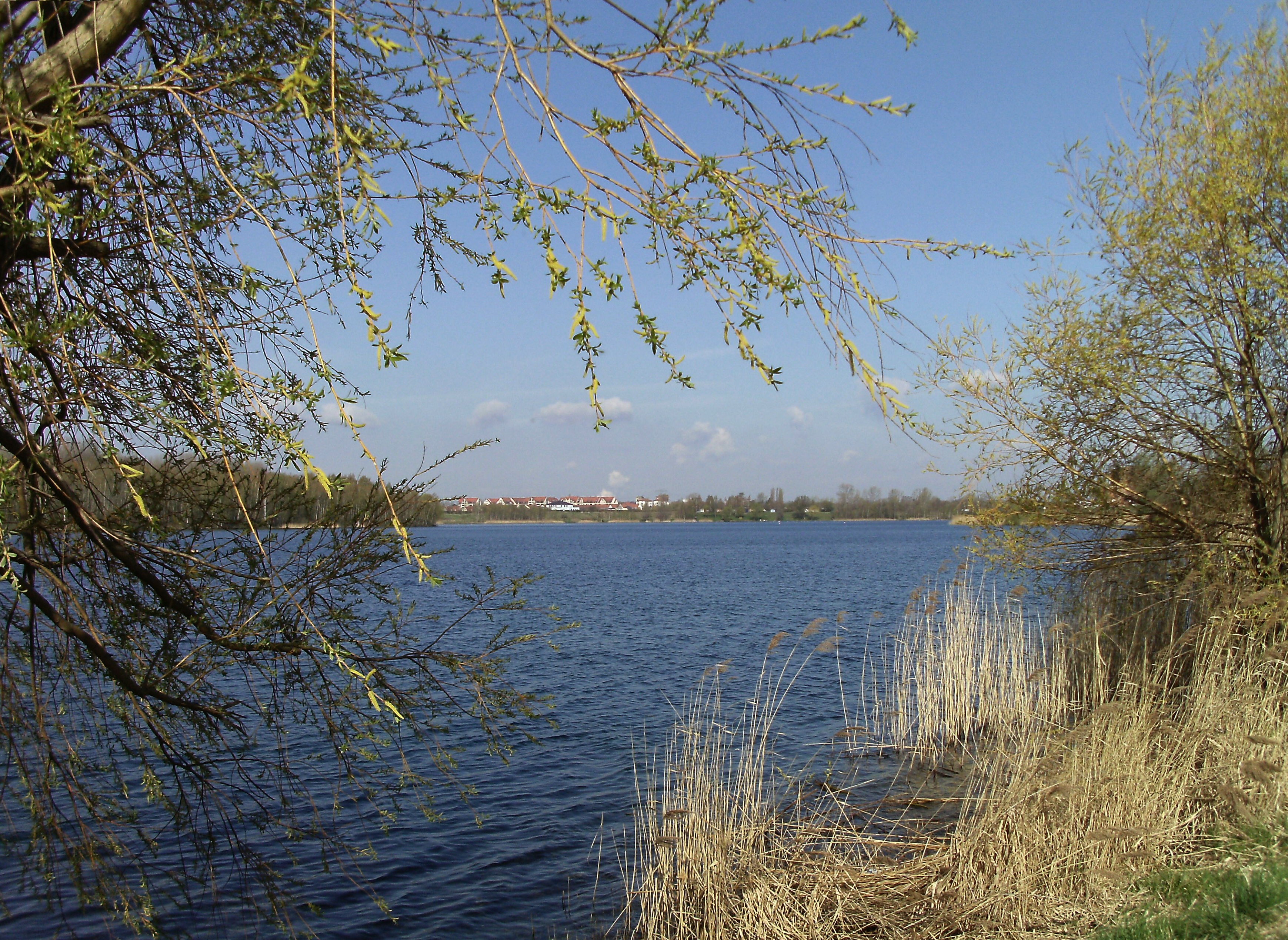
Kulkwitzer See mit Blick nach Markranstädt

Markranstädt befindet sich in der Leipziger Tieflandsbucht etwa zehn Kilometer südwestlich vom Leipziger Zentrum. Die Stadt grenzt im Norden an Schkeuditz, im Osten an Leipzig, im Süden an Pegau sowie im Westen an die in Sachsen-Anhalt liegenden Städte Lützen, Bad Dürrenberg und Leuna. Sie liegt am Westufer des Kulkwitzer Sees.

### Stadtgliederung
Markranstädt besteht neben dem eigentlichen Stadtgebiet aus 17 Ortsteilen in sechs Ortschaften:
| Ortschaft    | Ortsteile                                 |
| ------------ | ----------------------------------------- |
| Frankenheim  | Frankenheim, Lindennaundorf, Priesteblich |
| Göhrenz      | Albersdorf, Göhrenz                       |
| Großlehna    | Altranstädt, Großlehna, Kleinlehna        |
| Kulkwitz     | Gärnitz, Kulkwitz, Seebenisch             |
| Markranstädt | Markranstädt                              |
| Quesitz      | Döhlen, Quesitz, Thronitz                 |
| Räpitz       | Meyhen, Räpitz, Schkeitbar, Schkölen      |

## Geschichte

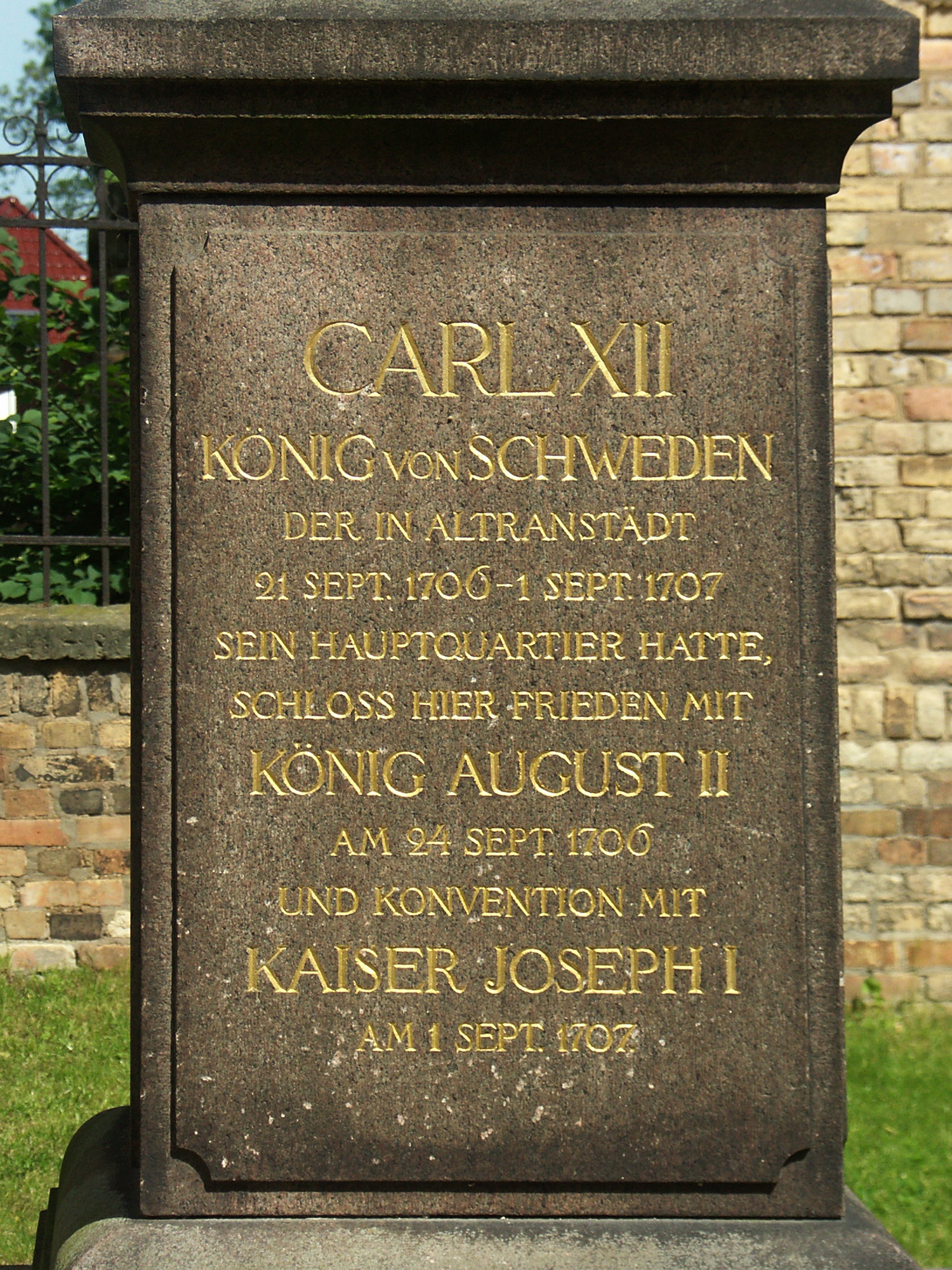
Altranstädt, Jubiläumsobelisk

Der Ortsname ist erstmals 1213 als Ranstede verschriftlicht, 1287 wird erstmals Ranstete forensi geschrieben (lat. forum = dt. ‚Markt‘). Der Name war ursprünglich der eines mittelalterlichen Dorfes in der Nähe von Großlehna, bei dem das Kloster Altranstädt gegründet wurde. Er geht auf ran = „Ort auf gerodetem Boden“ oder Ranno = „Wohnstätte des Ranno“ zurück. Der Ortsname wird mit Betonung auf der ersten Silbe ausgesprochen.
Die erste urkundliche Erwähnung Markranstädts erfolgte im Jahre 1285 als Gerichtsstuhl. Vermutlich als eine Tochtergründung des benachbarten Klostergutes Altranstädt entstanden, wird es 1287 als Marktort und 1354 als Städtchen erwähnt. Ranstädt bekam dann das Marktrecht, woraus sich der heutige Name Markranstädt ableitet. Aus dem Jahr 1285 stammt eine Urkunde, die den Verkauf des Gerichtsstuhls Ranstete (Markranstädt) mit 29 Dörfern vom Markgrafen von Landsberg an den Bischof von Merseburg belegt. In der Folgezeit gehörte Markranstädt bis 1815 zum hochstift-merseburgischen Amt Lützen, das seit 1561 unter kursächsischer Hoheit stand und zwischen 1656/57 und 1738 zum Sekundogenitur-Fürstentum Sachsen-Merseburg gehörte.
Im Jahre 1633, während des Dreißigjährigen Krieges, wurde die Stadt von den Holkschen Reitern niedergebrannt. Dem Brand fiel unter anderem das Rathaus mit sämtlichen Schriften zum Opfer. Die 1634 herrschende Pestepidemie und die Hungersnot von 1639 führten zu einem drastischen Bevölkerungsrückgang. Im Jahre 1650 zählte Markranstädt weniger als 150 Einwohner. Die nächste lokale Katastrophe ereignete sich 1671, als bei einem Großfeuer 31 Wohnhäuser zerstört wurden. Erst Anfang des 18. Jahrhunderts erholte sich die Stadt wieder. Das Schloss Altranstädt war von 1706 bis 1707 das politische Zentrum Nordeuropas, als der schwedische König dort sein Hauptquartier nahm.
Seinen zweiten Berührungspunkt mit der Weltgeschichte hatte Markranstädt am 23. Juli 1807, als Napoléon Bonaparte samt Gefolge zum ersten Mal im Gasthof „Zum Rosenkranz“ nächtigte, und am 19. Oktober 1813, als Napoleon auf seinem Rückzug nach der Völkerschlacht bei Leipzig auf dem Weg von Lindenau nach Lützen wiederum im Wirtshaus „Zum Rosenkranz“ gastierte. Im Verlauf der Völkerschlacht bei Leipzig wurde die Stadt 1813 erneut stark in Mitleidenschaft gezogen. Durch die Beschlüsse des Wiener Kongresses wurde der Westteil des Amts Lützen und die zum Kreisamt Leipzig gehörige Exklave Altranstädt im Jahr 1815 an Preußen abgetreten. Markranstädt verblieb jedoch mit dem Ostteil des Amts Lützen beim Königreich Sachsen und wurde dem Kreisamt Leipzig angegliedert. Es lag nun an der Grenze zu Preußen. Ab 1856 war Markranstädt Hauptort des Gerichtsamts Markranstädt und ab 1875 gehörte der Ort zur Amtshauptmannschaft Leipzig.

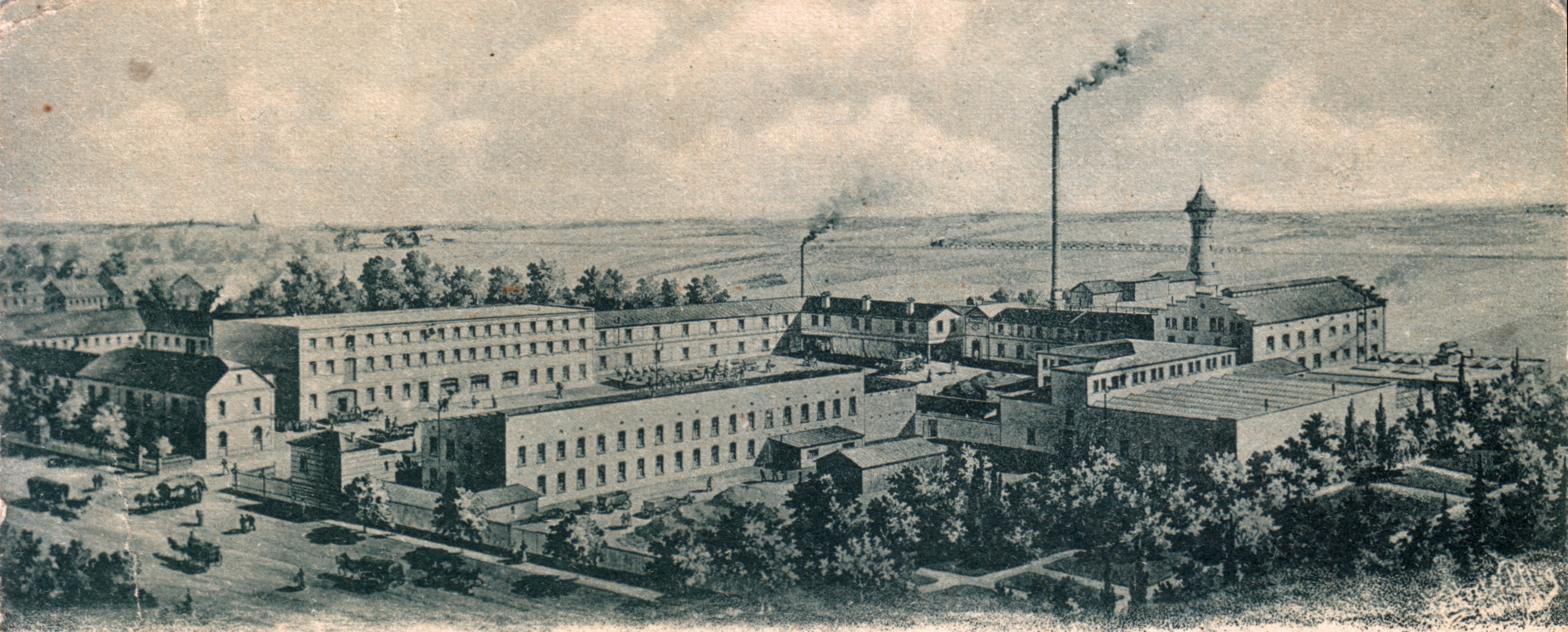
Rauchwaaren-Zurichterei und Färberei AG. vorm. Walter's Nachf. (um 1900)

Eine wirtschaftliche Blüte erlebte Markranstädt gegen Ende des 19. Jahrhunderts. Durch die Nähe zum Pelzhandelszentrum des Leipziger Brühls florierte hauptsächlich die Pelzzurichtung, die Pelzveredlung und das Kürschnergewerbe. Hinzu kamen der Maschinenbau, die Markranstädter Automobilfabrik, aber vor allem die Markranstädter Brauerei. Sie war bis zum Zweiten Weltkrieg weithin bekannt für ihr „Markranstädter Pilsener“. 1886 wurde das erste Krankenhaus eröffnet, 1895 wurden das Wasserwerk und die Gasanstalt, der Wasserturm und die zugehörigen Leitungen gebaut.

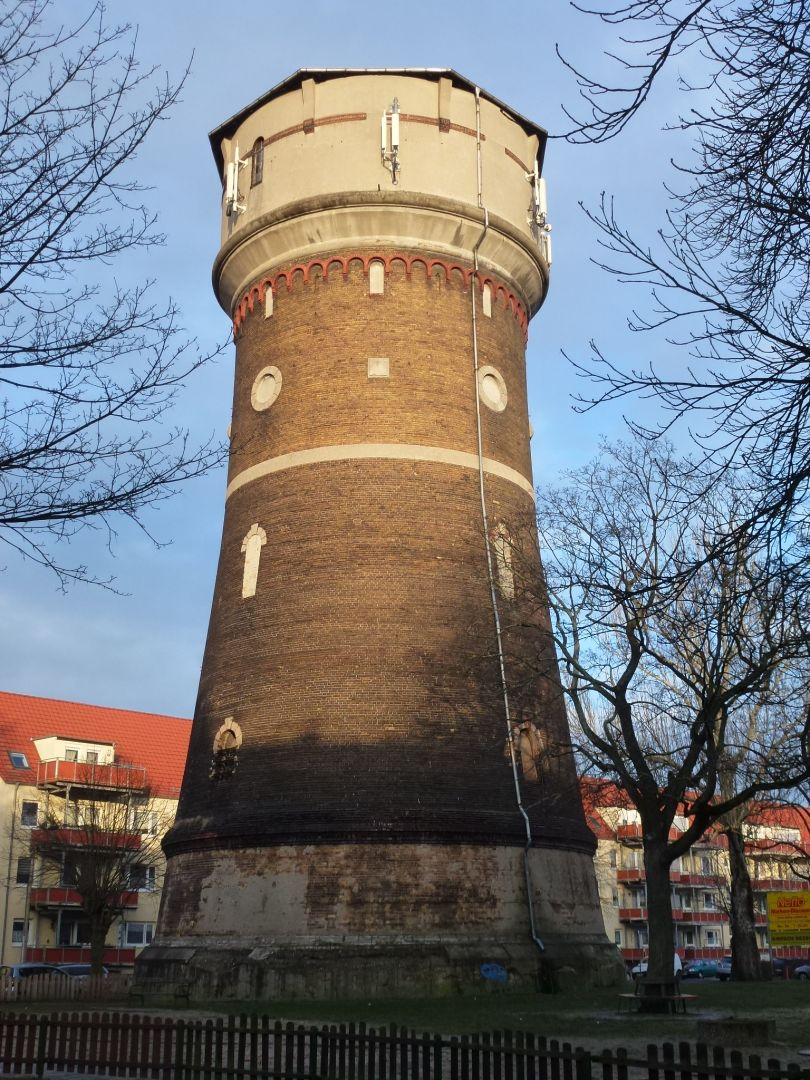
Wasserturm

Zu Beginn der Zeit des Nationalsozialismus wurden Gegner des NS-Regimes verfolgt und eingesperrt. Am 11. März 1933 wurde dabei der Kommunist Oswald Jäckel von SA-Männern ermordet. Zu seinem Gedenken trugen in der DDR-Zeit ein Altenheim und die heutige Krakauer Straße seinen Namen.
1947 wurde in der Marienstraße das Stadtkrankenhaus eröffnet, die später als gynäkologische Abteilung fungierte. 1993 wurde das Krankenhaus geschlossen, so dass die Einwohner seitdem zum Beispiel in das ca. 10 km entfernte Diakonissenkrankenhaus Leipzig fahren müssen.
Eingemeindungen
| Ehemalige Gemeinde | Datum           | Anmerkung                       |
| ------------------ | --------------- | ------------------------------- |
| Albersdorf         | 1. Juli 1950    | Eingemeindung nach Göhrenz      |
| Altranstädt        | 1. Juli 1950    | Eingemeindung nach Großlehna    |
| Döhlen             | 1. Juli 1950    | Eingemeindung nach Thronitz     |
| Frankenheim        | 1. Januar 1997  | Eingemeindung nach Markranstädt |
| Gärnitz            | 1. April 1936   | Eingemeindung nach Kulkwitz     |
| Göhrenz            | 1. März 1994    | Eingemeindung nach Markranstädt |
| Großlehna          | 1. Januar 2006  | Eingemeindung nach Markranstädt |
| Kleinlehna         | 1. Oktober 1939 | Eingemeindung nach Großlehna    |
| Kulkwitz           | 1. Januar 1999  | Eingemeindung nach Markranstädt |
| Lindennaundorf     | 1. Juli 1950    | Eingemeindung nach Frankenheim  |
| Meyhen             | 1. Juli 1950    | Eingemeindung nach Räpitz       |
| Priesteblich       | 1. Juni 1973    | Eingemeindung nach Dölzig       |
| Priesteblich       | 1994            | Eingemeindung nach Bienitz      |
| Priesteblich       | 1. Januar 2000  | Umgliederung nach Markranstädt  |
| Quesitz            | 1. Januar 1994  | Eingemeindung nach Markranstädt |
| Räpitz             | 1. Januar 1994  | Eingemeindung nach Markranstädt |
| Schkeitbar         | 1. Juli 1950    | Eingemeindung nach Räpitz       |
| Schkölen           | 1. Juli 1950    | Eingemeindung nach Räpitz       |
| Seebenisch         | 1. Juli 1948    | Eingemeindung nach Kulkwitz     |
| Thronitz           | 1. Juni 1973    | Eingemeindung nach Quesitz      |

## Bevölkerung
| Jahr | Einwohner |
| ---- | --------- |
| 2002 | 13.078    |
| 2005 | 15.301    |
| 2010 | 14.981    |
| 2015 | 15.119    |
| 2020 | 15.824    |

| Jahr | Einwohner |
| ---- | --------- |
| 2021 | 15.981    |
| 2022 | 16.200    |
| 2023 | 16.212    |
| 2024 | 16.194    |

Stand: 31. Dezember des jeweiligen Jahres (Angaben des Statistischen Landesamtes Sachsen), ab 2011 auf Basis des Zensus 2011, ab 2022 auf Basis des Zensus 2022

## Politik

### Stadtrat
Der Stadtrat von Markranstädt besteht aus 22 Mitgliedern und der hauptamtlichen Bürgermeisterin. Die Kommunalwahl am 9. Juni 2024 führte zu folgendem Ergebnis (frühere Wahlen sind unten tabellarisch aufgeführt):
| Liste                           | 2024   | 2024   | 2019   | 2019   | 2014   | 2014   |
| Liste                           | Sitze  | in %   | Sitze  | in %   | Sitze  | in %   |
| ------------------------------- | ------ | ------ | ------ | ------ | ------ | ------ |
| CDU                             | 8      | 34,6   | 10     | 41,0   | 11     | 44,5   |
| AfD                             | 5      | 23,8   | 4      | 18,3   | –      | –      |
| Freie Wähler Markranstädt e. V. | 4      | 19,1   | 2      | 9,4    | 4      | 19,2   |
| Grüne                           | 2      | 7,1    | 1      | 7,7    | –      | –      |
| SPD                             | 1      | 6,4    | 2      | 9,2    | 3      | 12,8   |
| Linke                           | 1      | 5,4    | 2      | 9,6    | 3      | 14,3   |
| Bürger für Markranstädt         | 1      | 3,5    | 1      | 4,7    | 1      | 6,8    |
| FDP                             | –      | –      | –      | –      | –      | 2,4    |
| Wahlbeteiligung                 | 68,8 % | 68,8 % | 62,9 % | 62,9 % | 47,5 % | 47,5 % |

### Bürgermeister
- 1990–2000: Mischa Woitscheck (CDU)[13]
- 2000–2005: Martin Schmeling (CDU)[13]
- 2005–2013: Carina Radon (CDU)[14]
- 2013–2020: Jens-Reiner Spiske (parteilos)[15]
- seit 2020: Nadine Stitterich (parteilos)

Stitterich wurde in der Bürgermeisterwahl am 11. November 2020 mit 55,5 % der gültigen Stimmen für eine Amtszeit von sieben Jahren gewählt.
| Wahl | Bürgermeister      | Vorschlag  | Wahlergebnis (in %) |
| ---- | ------------------ | ---------- | ------------------- |
| 2005 | Carina Radon       | CDU        | 81,3                |
| 2012 | Jens-Reiner Spiske | FWM        | 51,6                |
| 2020 | Nadine Stitterich  | Stitterich | 55,5                |

### Wappen und Flagge
Das Wappen zeigt einen in Gold auf grünem Boden nimbierten Heiligen in rotem Gewand und blauem Mantel, in der rechten Hand hält er ein silbernes Messer mit der Klinge nach oben, über dem linken Unterarm hat er einen gewebeartigen Gegenstand. Dargestellt wird der Heilige Bartholomäus, der Schutzheilige der Stadt, mit seinen Attributen Schindermesser und der ihm abgezogenen Haut.
Die Stadtfarben sind gelb und grün, untereinander angeordnet.

### Partnerstadt
- Mettmann, Nordrhein-Westfalen

## Sehenswürdigkeiten und Kultur

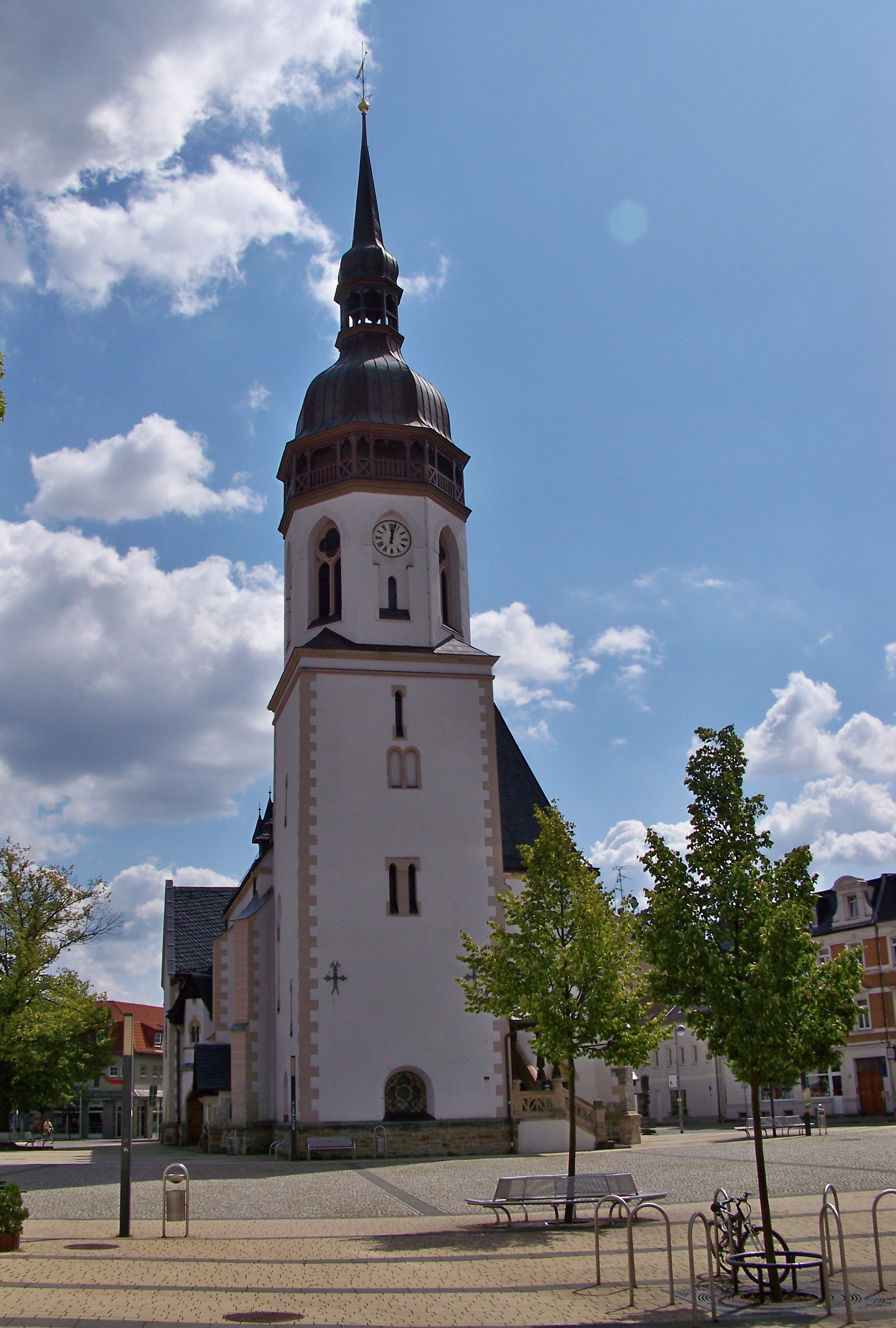
St. Laurentius

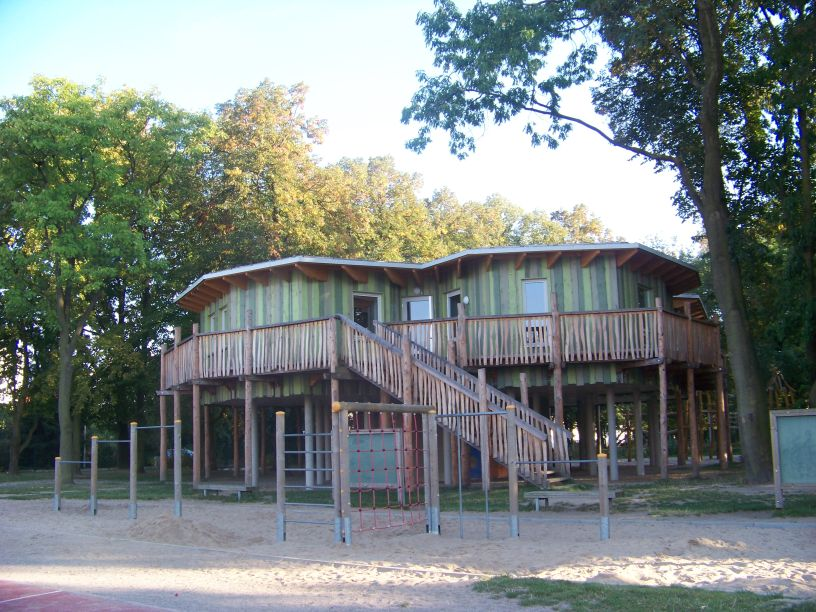
Baumhaus-Hort in Markranstädt

### Sehenswürdigkeiten
- Kulkwitzer See, mit 160 Hektar Wasserfläche und 200 Hektar Uferzone
- St.-Laurentius-Stadtkirche, erbaut 1518–1525, Umbau und Aufstockung des Kirchturms 1899–1900 durch Julius Zeißig
- Romanische Kirchen in Kulkwitz und Frankenheim (Turm aus dem Jahr 1513)
- Barocke Kirchen in Schkeitbar und Quesitz (erbaut 1757, Orgel während der Völkerschlacht zerstört, 1819 neue Orgel, 2010 neue Glocken)
- Ehemalige katholische Kirche Maria Hilfe der Christen in Markranstädt, erbaut 1895–1896, geschlossen 2022
- Altranstädter Schloss mit Kirche, Pfarrhaus und Kapelle der Grafen von Hohenthal-Dölkau
- Funktionstüchtige Bockwindmühle im Ortsteil Lindennaundorf
- Baumhaus-Hort in Markranstädt
- Skulptur Anima Urbana von Christian Schmit im Stadtpark
- Bockwindmühle Frankenheim-Lindennaundorf

Gedenkstätten
- Ehrenmal für die Opfer des Faschismus auf dem Friedhof, hier ist die Urne von Oswald Jäckel beigesetzt
- Grabstätte für sowjetische Kriegsgefangene, die während des Zweiten Weltkrieges Opfer von Zwangsarbeit wurden, mit Gedenktafel an sechs namentlich bekannte und ein unbekanntes Opfer
- Grabstätten und ein Gedenkstein für zwei unbekannte Personen, vermutlich aus der Sowjetunion, die während des Zweiten Weltkrieges nach Deutschland verschleppt und Opfer von Zwangsarbeit wurden, auf dem Friedhof des Ortsteils Kulkwitz
- Grabstätten an zwei namentlich bekannte sowjetische Frauen, die nach Deutschland verschleppt und Opfer von Zwangsarbeit wurden, auf dem Friedhof'des Ortsteil Räpitz
- Gedenkstein zum Gedenken an die gefallenen Frankenheimer sowie alle Opfer von Krieg und Gewalt unter der sogenannten Friedenseiche des Ortsteils Frankenheim.
- Stolpersteine an Opfer des Nationalsozialismus an bisher zwei Standorten – siehe Liste der Stolpersteine in Markranstädt.

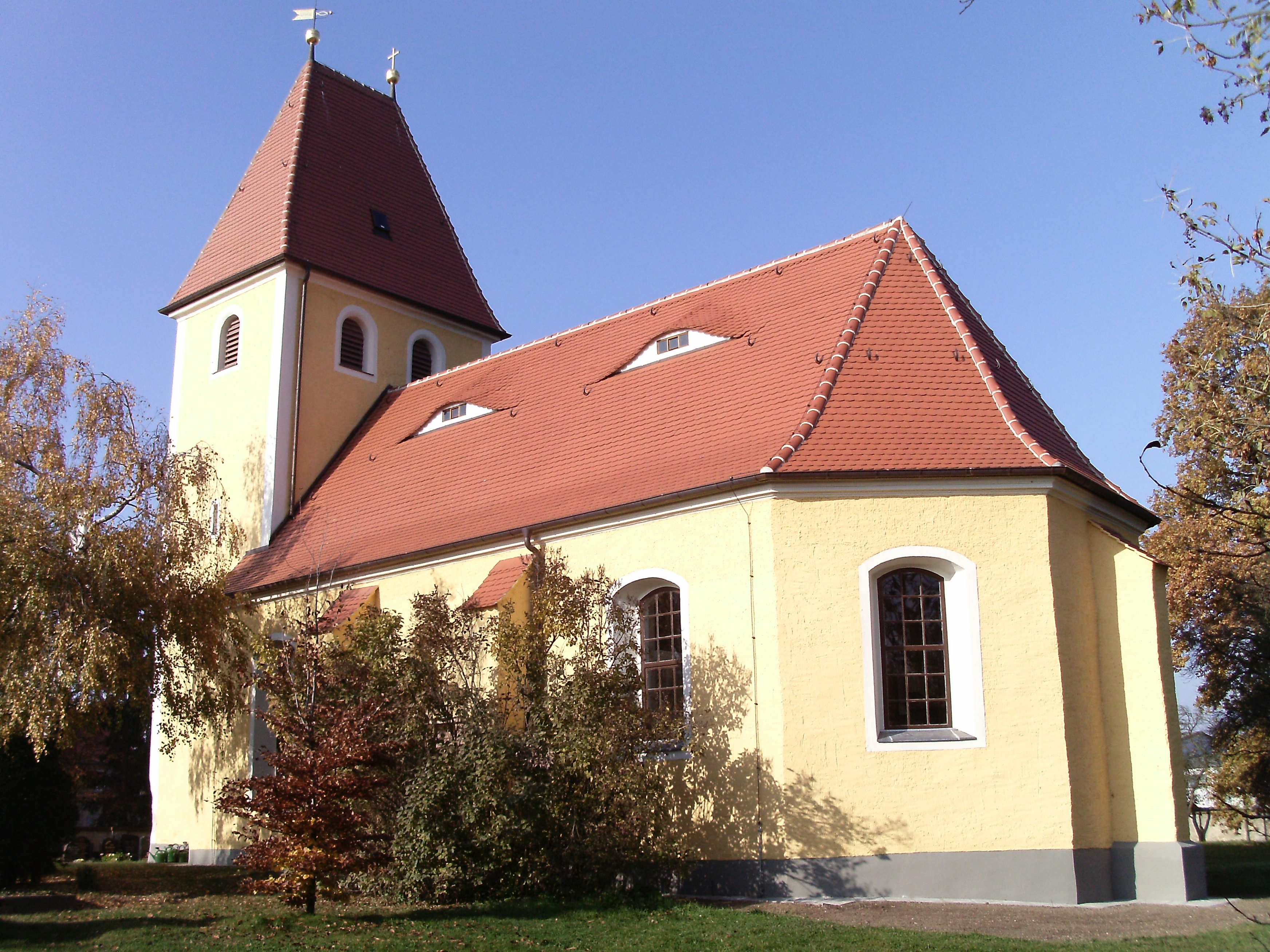
Kirche in Frankenheim
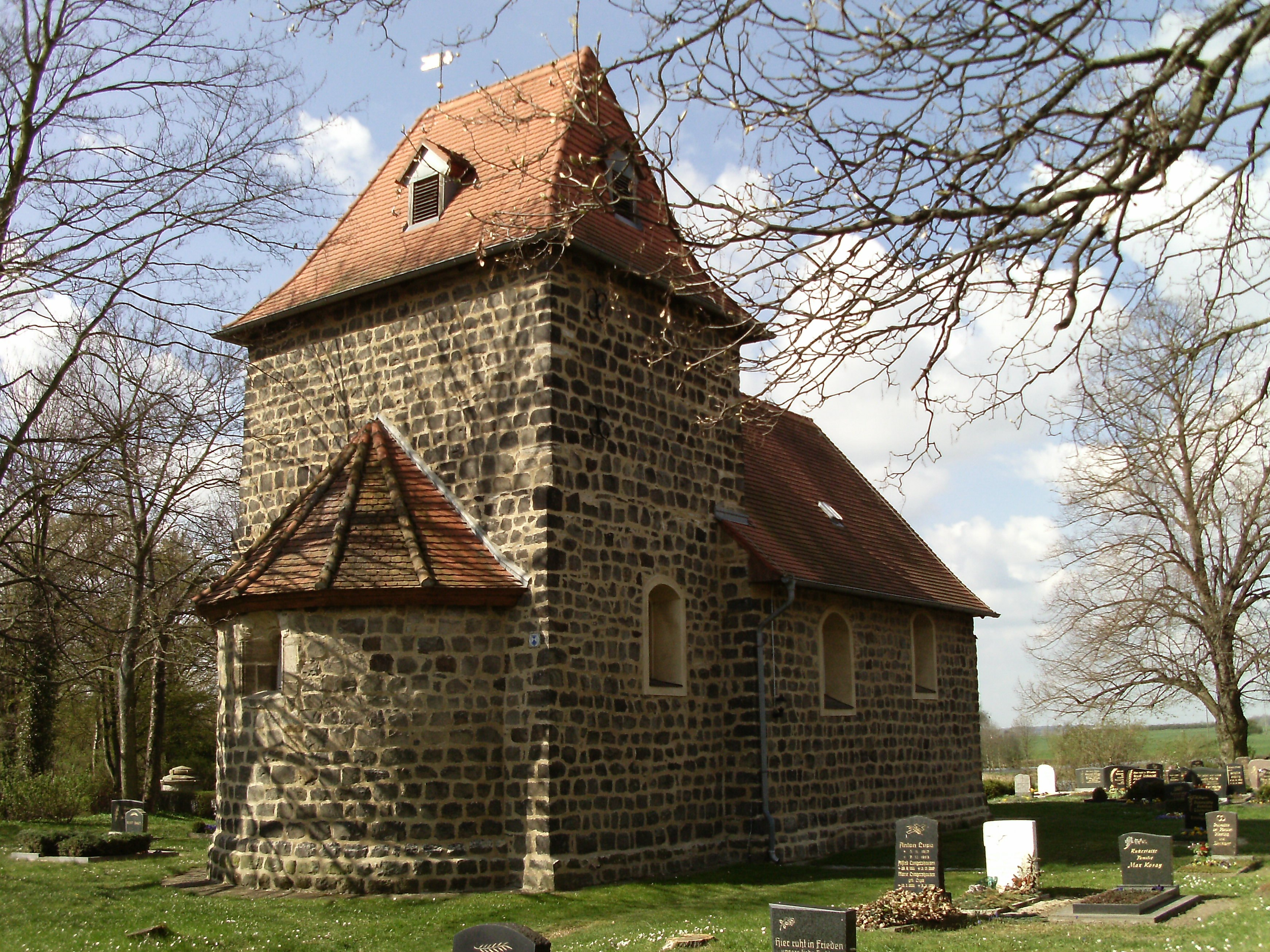
Kirche in Kulkwitz
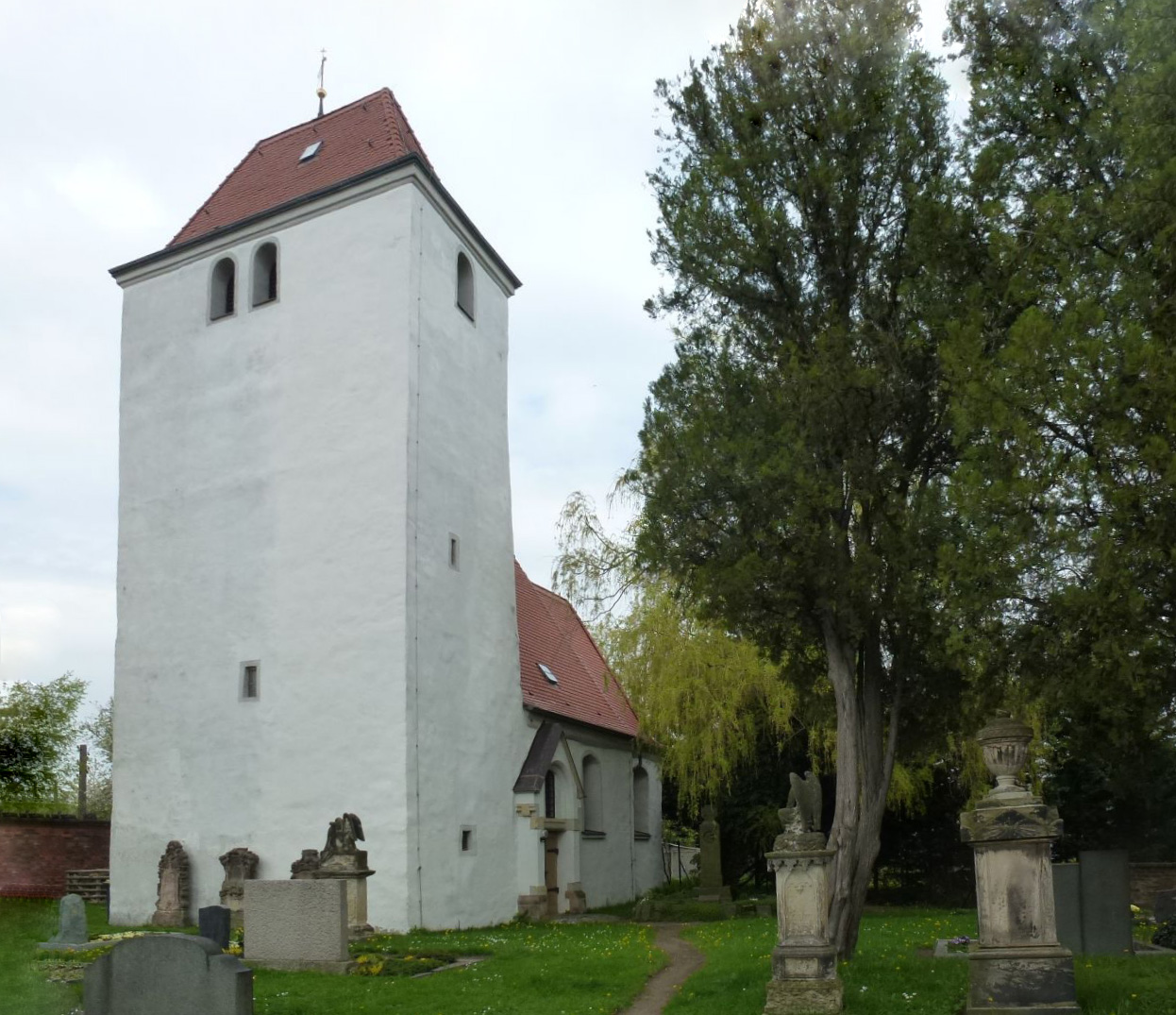
Kirche in Priesteblich
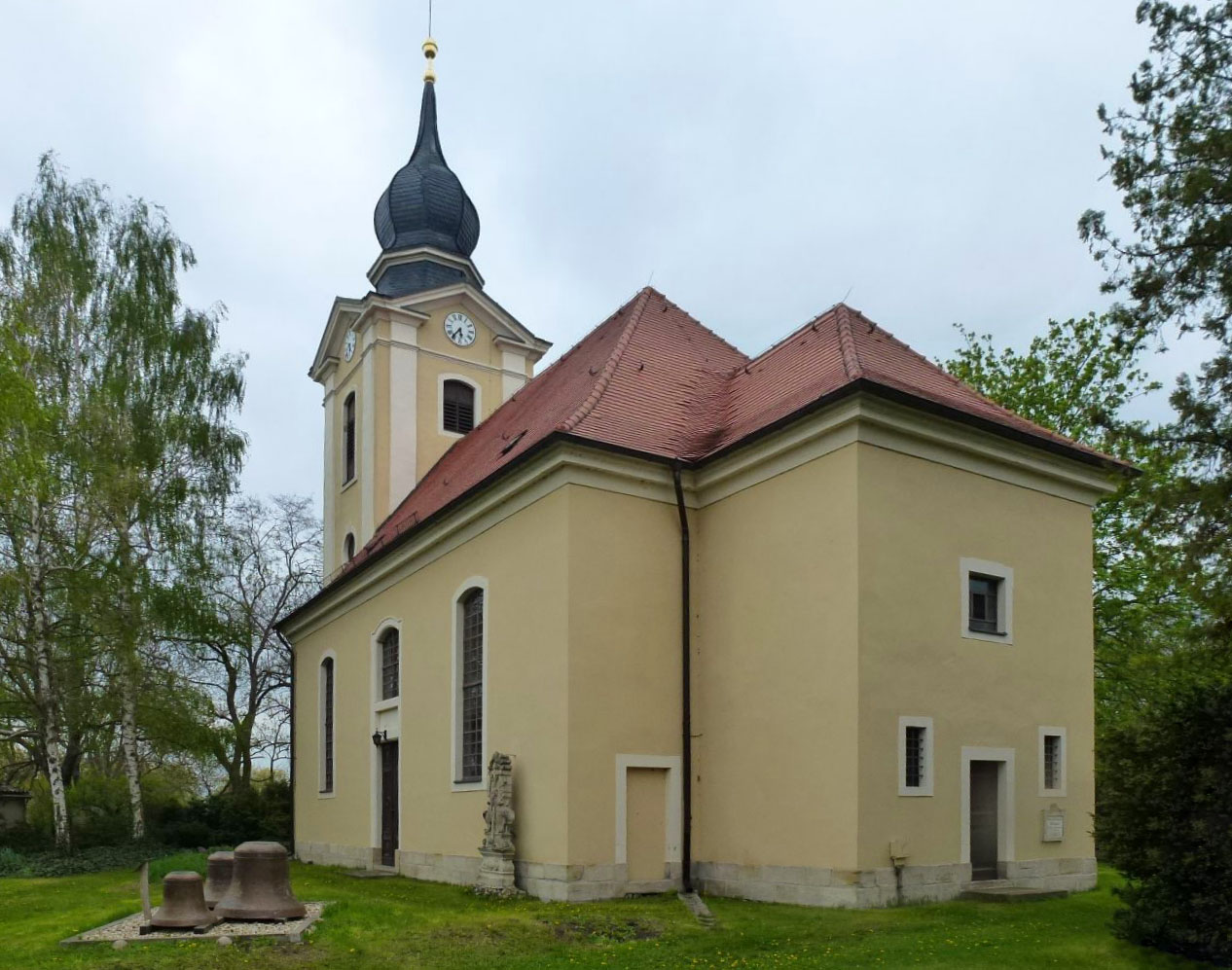
Kirche in Quesitz
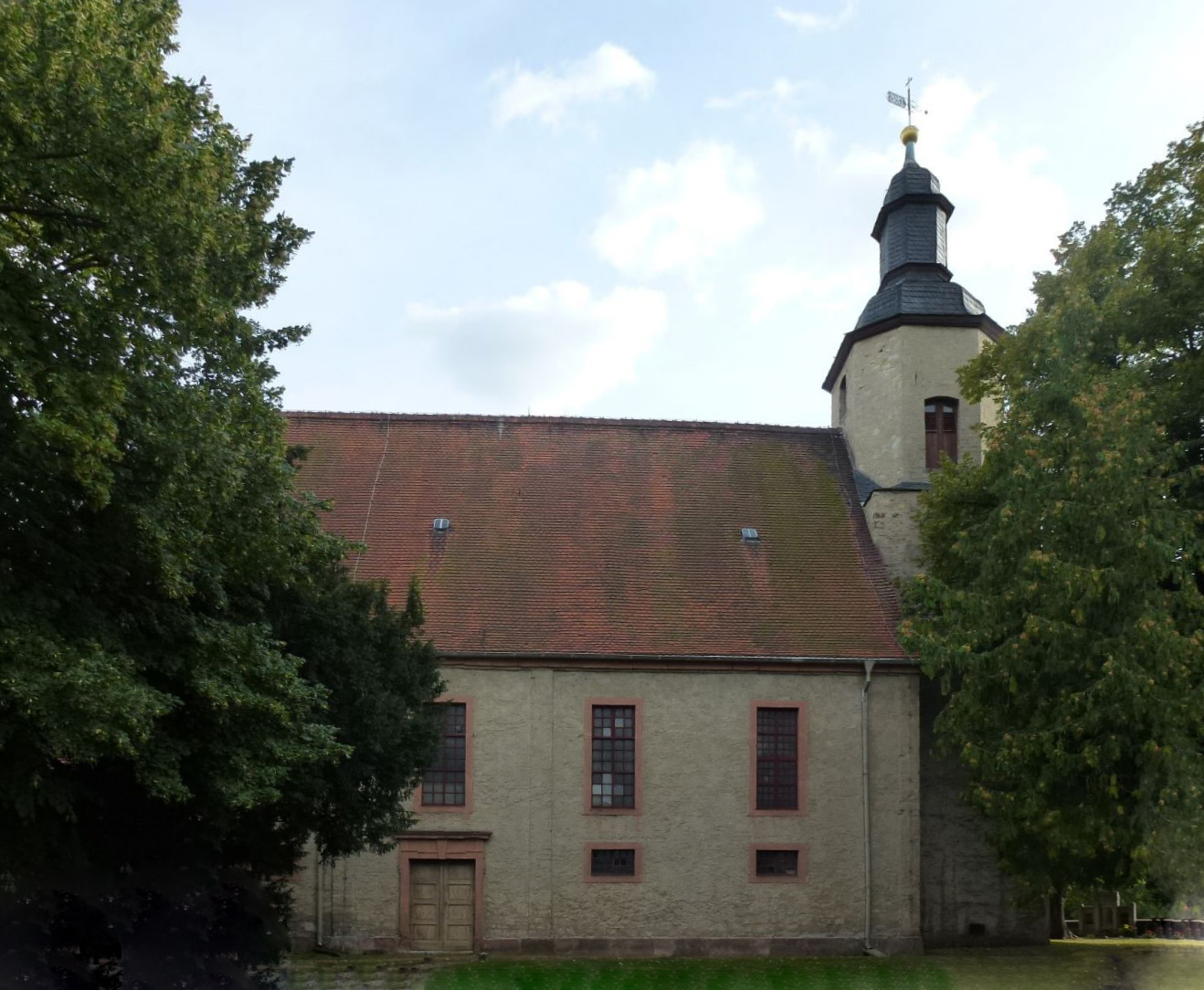
Kirche in Schkeitbar
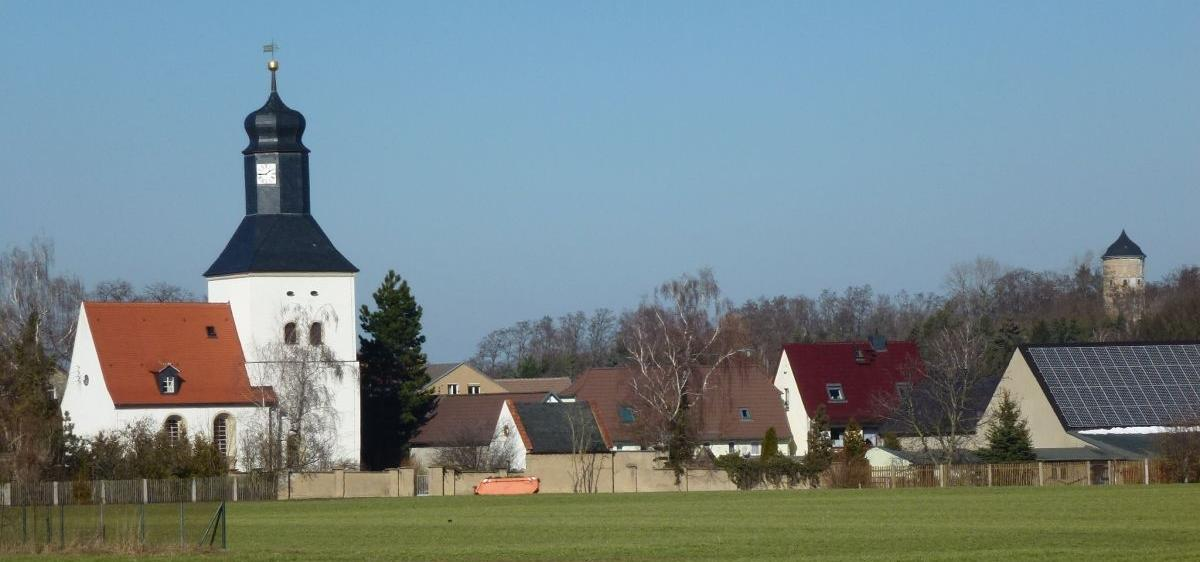
Lindennaundorf, rechts der Rückmarsdorfer Wasserturm

### Kultur

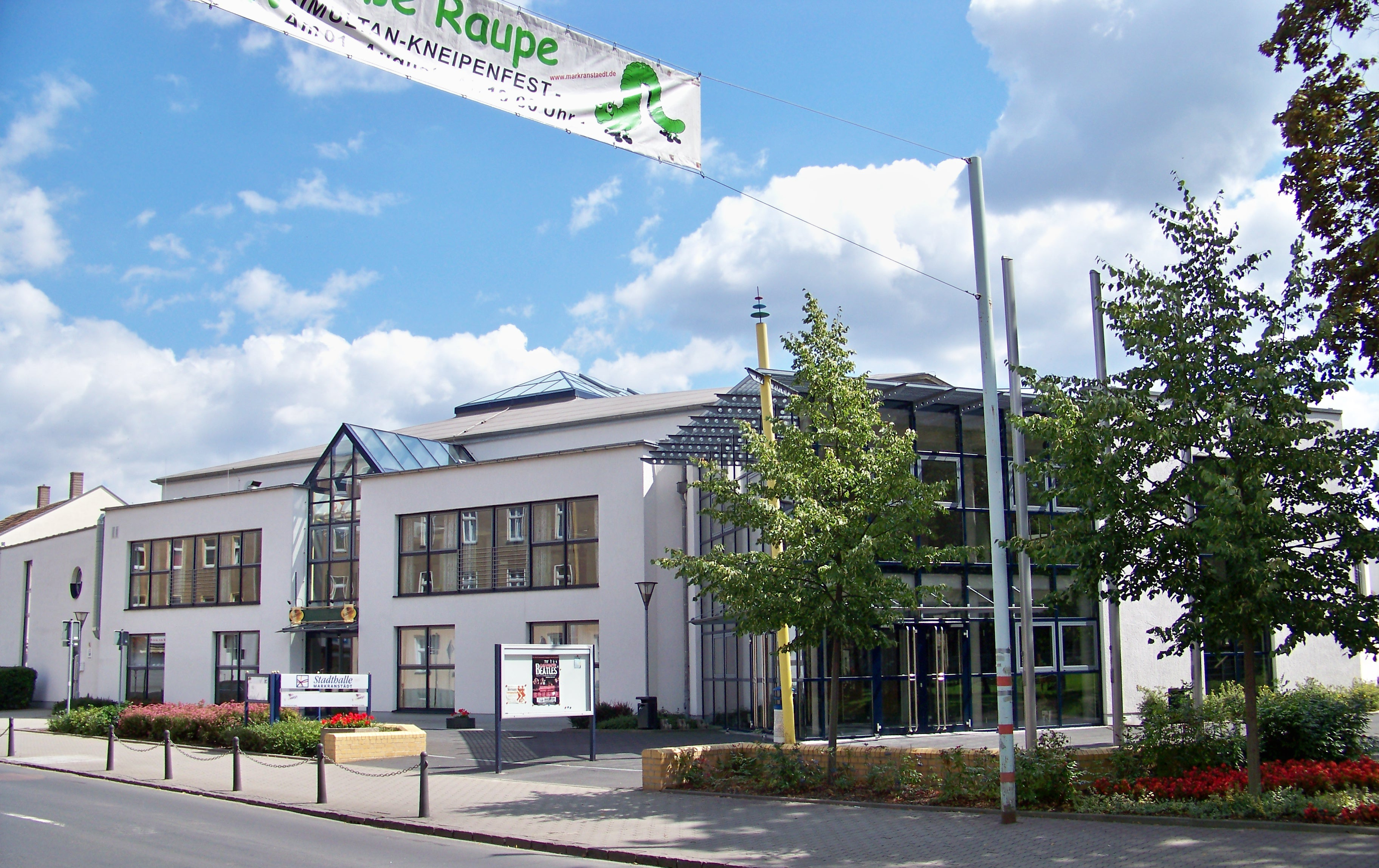
Stadthalle

Mit der 1999 errichteten Stadthalle besitzt die Stadt ein Gebäude, in dem vielfältige Veranstaltungen stattfinden können.
Markranstädt wird im Volksmund auch Lallendorf genannt. Dies ist sogar in das Motto des Markranstädter Carneval Club e. V. eingeflossen (Lallendorf -oho-, Markranstädt -oho-, MCC -oho-).
Seit dem Jahr 2000 findet jährlich ein Markranstädter Musiksommer in der Stadtkirche St. Laurentius statt. Neben regionalen „Jungmusikern“ traten auch international bekannte Künstler auf. Für Abwechslung im Programm sorgten neben weiteren bekannten Musikern auch die Jazzer David Timm und Reiko Brockelt. Tradition sind jeweils das Eröffnungs- und Abschlusskonzert mit dem Orchester des Sinfonischen Musikvereins Leipzig e. V., das neben Profimusikern auch aus Laien besteht.
Das Gymnasium Markranstädt bietet Schülern der 5. und 6. Klasse an, im Rahmen des Musikunterrichts ein Blasinstrument ihrer Wahl oder Schlagzeug zu lernen und gemeinsam mit ihren Mitschülern sogar auf Konzerten zu spielen. Schüler, die nach diesen zwei Jahren weiter spielen möchten, können dem klassenübergreifenden Youth Brass Orchester beitreten.

## Wirtschaft und Infrastruktur

### Ansässige Unternehmen
Im Zentrum befinden sich vor allem entlang der Leipziger Straße zahlreiche Einzelhandelsgeschäfte. In Markranstädt liegen die Gewerbegebiete Kulkwitz, Großlehna, Frankenheim und Ranstädter Mark.

### Verkehr

#### Straßenverkehr
Markranstädt verfügt über eine gute Kfz-Verkehrsanbindung an die Großstadt Leipzig. Es bestehen zwei Anschlüsse an die A 9 (Anschlussstellen Leipzig-West und Bad Dürrenberg) sowie zwei Anschlüsse an die A 38 (Anschlussstellen Lützen und Leipzig-Südwest). Im Stadtgebiet kreuzen sich die Bundesstraßen B 87 und B 186.
Der Flughafen Leipzig-Halle (zwölf Kilometer entfernt) ist über die A 9 bzw. die Bundesstraßen zu erreichen.

#### Schienenverkehr

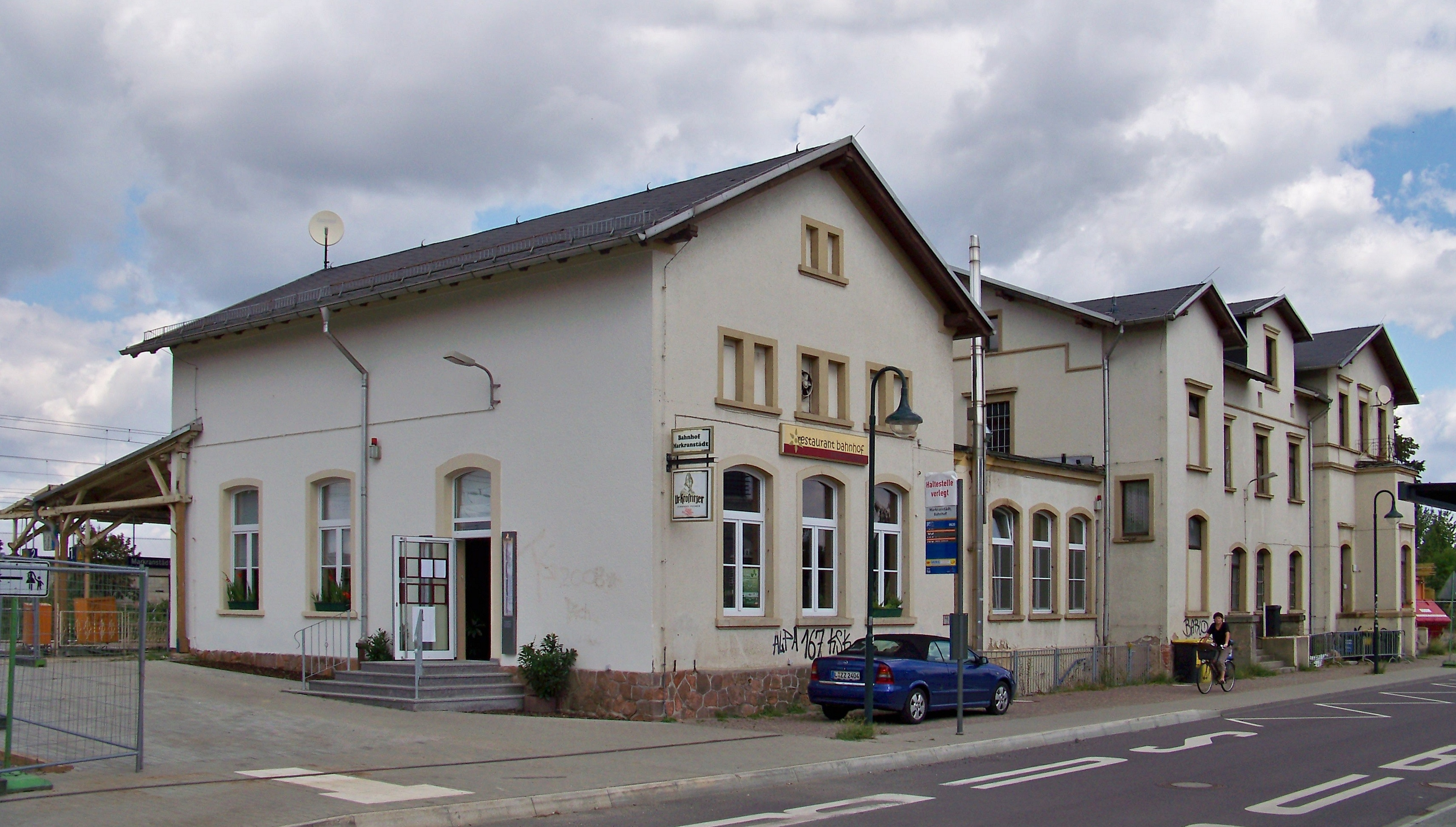
Bahnhof Markranstädt

Markranstädt liegt an der Bahnstrecke Leipzig–Großkorbetha–Erfurt. Mit der Eröffnung des Teilstückes Corbetha–Leipzig am 22. März 1856 wurde die Stadt an das Eisenbahnnetz angeschlossen.
Der Bahnhof ist Verkehrshalt der von der Abellio Rail Mitteldeutschland betriebenen, im Stundentakt verkehrenden Regionalbahnlinie RB 20 zwischen Leipzig und Eisenach. Im Stadtgebiet wird außerdem der Haltepunkt Großlehna bedient.

#### Öffentlicher Nahverkehr
Durch die LeoBus GmbH, ein Tochterunternehmen der Leipziger Verkehrsbetriebe, ist Markranstädt über die Buslinie 65 mit der Stadt Leipzig, dem Cospudener See und der Stadt Markkleeberg verbunden. Sie verkehrt im 10-Minuten-Takt. Außerdem verkehren die Linien 61, 121, 130, 161, 163 und 165 nach Leipzig und Lützen, in die Ortsteile der Stadt Markranstädt sowie zum Einkaufszentrum Nova. Die Buslinien 121, 161, 163 und 165 werden von der Regionalbus Leipzig GmbH betrieben. Durch die Personennahverkehrsgesellschaft Merseburg-Querfurt (PNVG) wird Markranstädt mit der Linie 743 Richtung Bad Dürrenberg und Merseburg verbunden.
Im Nachtverkehr wird die Stadt vom Nightliner N2 (Leipzig Hbf. – Markranstädt) bedient.
Die Stadt liegt im Mitteldeutschen Verkehrsverbund; Markranstädt gehört mit seinen Ortsteilen zur Tarifzone 156.

### Schulen

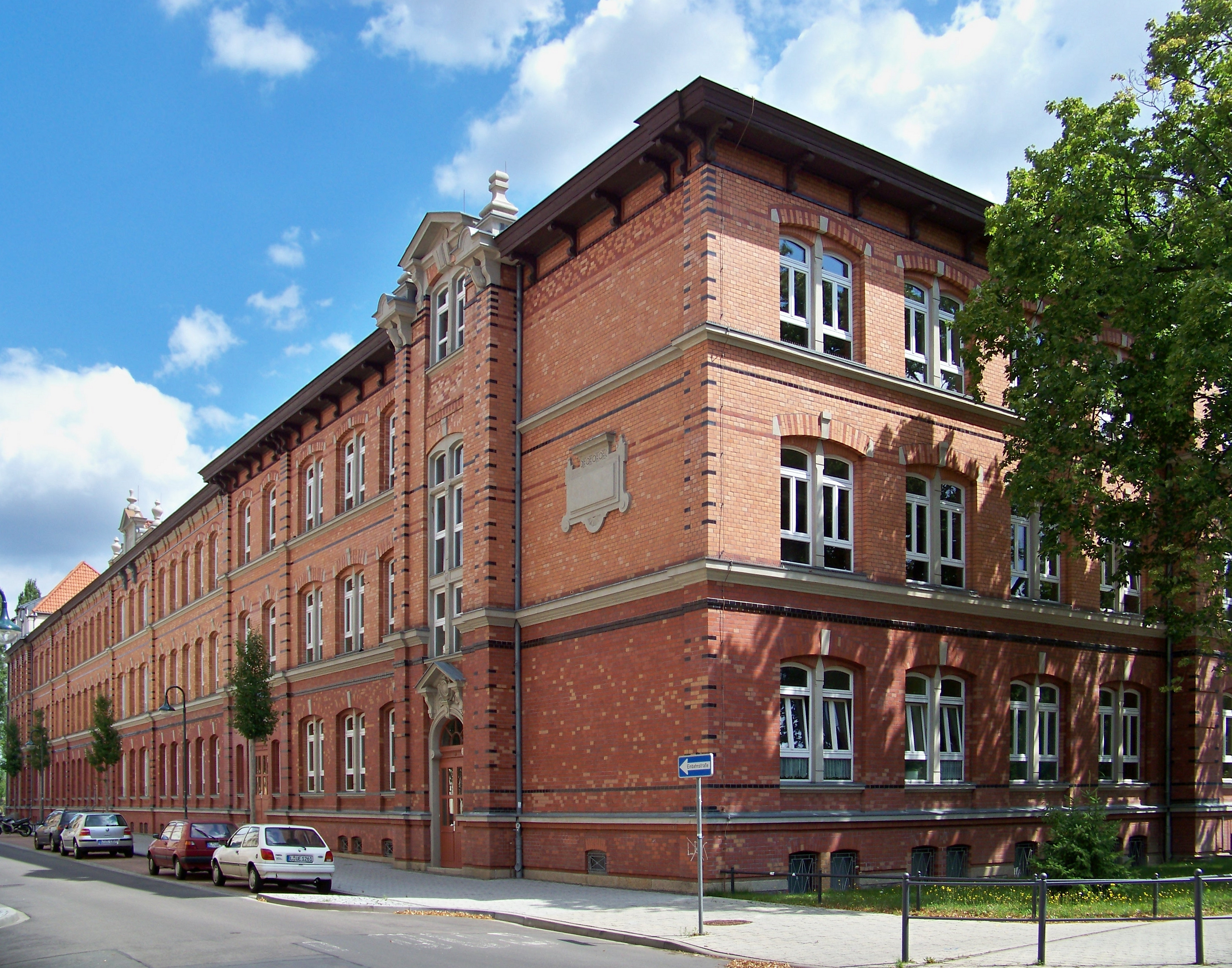
Oberschule

Markranstädt hat eine Oberschule und ein Gymnasium mit sprachlichem (Latein), interdisziplinärem (Mensch, Klima, Europa & Ich) und künstlerischem (Chor) Profil. In Markranstädt sowie in den Ortsteilen Kulkwitz und Großlehna gibt es je eine Grundschule.

### Sport

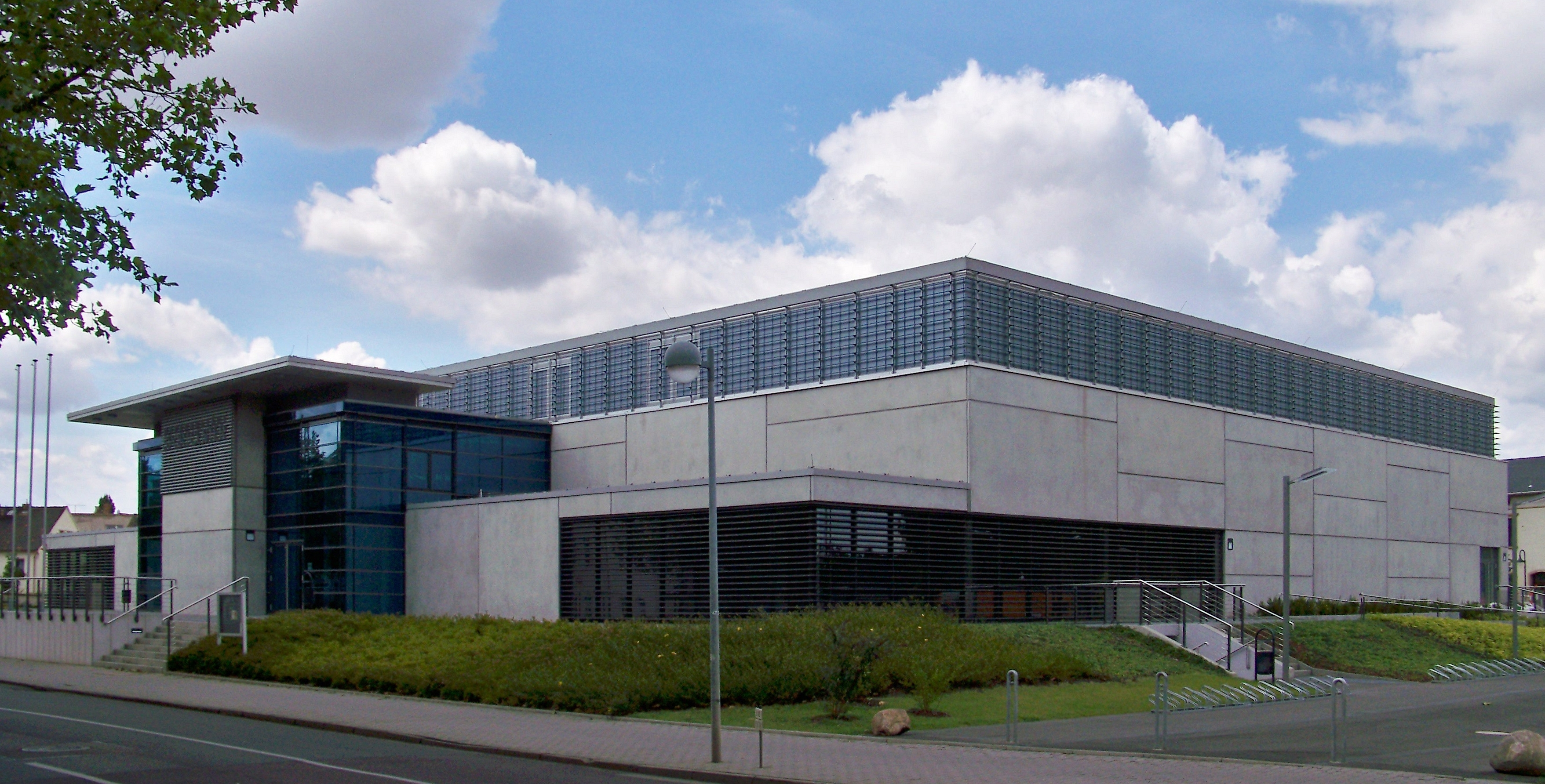
Sportcenter

Markranstädt bezeichnet sich selbst als „Sportstadt“; das 2007 neu eröffnete Sportcenter ist die größte Ballsporthalle im Landkreis Leipzig.
Das Freibad bietet neben einem großen Schwimmbecken einen abgetrennten Nichtschwimmerbereich, ein Kinderbecken, Sprungtürme und Beachvolleyballplätze an.
Die Frauenhandballmannschaft des SC Markranstädt spielte 9 Jahre erfolgreich in der 2. Bundesliga.
Die Männer des Volleyball-Club VC Markranstädt erreichten 2006 das Viertelfinale in der 1. Bundesliga. Im selben Jahr fusionierte der Verein mit dem VV Leipzig zum VC Leipzig.
Im 1990 gegründeten SSV Markranstädt gingen die meisten Sektionen des Vorgängers der Großbetriebssportgemeinschaft BSG Turbine auf. Seit 2011 ist der SSV ein reiner Fußballverein mit zirka 300 Mitgliedern in 16 Mannschaften. Die 1. Herrenmannschaft wurde zur Saison 2009/10 an den Getränkekonzern Red Bull abgegeben, die neue 1. Herrenmannschaft spielt in der Saison 2018/19 in der sechstklassigen Sachsenliga.
Der Kanu- & Freizeitclub Markranstädt bietet Kindern und Jugendlichen eine Möglichkeit zur sportlichen Betätigung.